# Universidad de Makerere
La Universidad de Makerere, en inglés, Makerere University (MAK), es la universidad más grande y la segunda alta institución de Uganda. Comenzó como escuela técnica en 1922 y en 1963 se fusionó con la Universidad de África Oriental. Brindaba en un principio títulos de la Universidad de Londres, pero en 1970 se independizó. 
En 1952 Rosemary Karuga se convirtió en la primera mujer en graduarse en la Escuela de Bellas Artes de la Universidad.